# Loulou Rhemrev
Loulou Rhemrev (Leiden, 14 januari 1964) is een Nederlands actrice en voice-over.
Loulou Rhemrev studeerde in 1990 af aan de Toneelacademie in Maastricht. Zij speelde mee in diverse film-, televisie- en theaterproducties. Begin jaren 90 was zij te zien in de serie De Dageraad en speelde zij een gastrol in Goede tijden, slechte tijden. Ook speelde ze meerdere rollen in de comedyserie SamSam. Later was ze de tegenspeelster van Peter Lusse in de serie Schiet mij maar lek. In 1996 kreeg Rhemrev een vaste rol in de Duitse actieserie Cobra 11. Ook was zij het lijk in een aflevering van Baantjer als Martine de Wech. In 2003 stond zij in het theater in de productie Gouwe handjes met Johnny Kraaijkamp.
Daarnaast leende Rhemrev haar stem aan vele commercials voor radio en televisie.
In 2008 was Loulou te zien in de politieserie Spoorloos verdwenen als Maaike Bremer. Een jaar later, in 2009, was ze te zien in de psychologische thrillerserie Vuurzee. Ook is ze nu regisseur van een Amateur Theaterclub.